# Mroczna Wieża (film 2017)
Mroczna Wieża (ang. The Dark Tower) – amerykański western science fantasy z 2017 roku w reżyserii Nikolaja Arcela. Film jest swoistą kontynuacją/rebootem serii powieści Stephena Kinga o tym samym tytule, luźno adaptującą różne jej elementy. W rolę Rolanda Deschaina, głównego bohatera filmu, wcielił się Idris Elba, a Matthew McConaughey zagrał postać antagonisty Rolanda, Waltera o'Dima.
Uroczysta premiera filmu odbyła się 31 lipca 2017 roku w Muzeum Sztuki Nowoczesnej w Nowym Jorku, a do kin w Stanach Zjednoczonych film wszedł 4 sierpnia tego samego roku.

## Fabuła
11-letni Jake Chambers (Tom Taylor) doświadcza wizji z udziałem Człowieka w Czerni (Matthew McConaughey), który chce zniszczyć Wieżę i doprowadzić do końca świata, oraz Rewolwerowca (Idris Elba), który stara się mu w tym przeszkodzić. Matka Jake′a, ojczym oraz psychiatrzy uważają je za marzenia spowodowane śmiercią ojca chłopca zeszłego roku.
Do jego mieszkania w Nowym Jorku przybywa grupa ludzi, którzy podają się za pracowników ośrodka psychiatrycznego, oferując rehabilitację chłopca. Rozpoznając w nich potwory ze swoich wizji, ucieka. Jake dociera do opuszczonego domu z jednej ze swoich wizji, gdzie odkrywa zaawansowany technologicznie portal, który przenosi go do postapokaliptycznego Świata Pośredniego.
W Świecie Pośrednim Jake spotyka ostatniego Rewolwerowca, Rolanda Deschaina, który pojawiał się w jego wizjach. Roland ściga Waltera Padicka, Człowieka w czerni, który także pojawiał się w snach chłopca. Mężczyzna stara się na nim zemścić za śmierć swojego ojca, Stevena. Wyjaśnia, że Walter porywa dzieci ze zdolności parapsychicznymi i stara się wykorzystać ich siły, aby zniszczyć Mroczną Wieżę, legendarną strukturę w centrum wszystkich światów. To pozwoli mu uwolnić potwory z przestrzeni poza światami i zniszczyć rzeczywistość.
Roland zabiera Jake′a do wioski, aby jego wizje zostały zinterpretowane przez wieszczów. Badając ucieczkę Jake′a i jego podróż do Świata Pośredniego, Człowiek w czerni odkrywa, że chłopiec ma wystarczająco dużo potencjału do samodzielnego zniszczenia Wieży. Zabija ojczyma Jake′a, potem przesłuchuje jego matkę na temat wizji syna, a następnie zabija ją. W Świecie Pośrednim wieszczowie wyjaśniają, że Roland może znaleźć kryjówkę Waltera w Nowym Jorku.
Słudzy Waltera atakują wioskę, ale Rewolwerowiec pokonuje ich. Roland i Jake wracają na Ziemię. W mieszkaniu chłopca odkrywają szczątki rodziców i ten załamuje się. Roland ślubuje pomścić ich i stara się go pocieszyć, ucząc wyznania Rewolwerowca i podstaw władania bronią.
Podczas gdy Roland odpiera atak w sklepie z bronią, Jake zostaje pojmany przez Waltera i umieszczony w maszynie, która ma zniszczyć Wieżę. Chłopiec za pomocą swojej mocy prosi Rolanda o ratunek, a ten wyrusza, walcząc w drodze z podwładnymi Człowieka w Czerni.
Walter walczy z Rolandem, raniąc go. Po tym jak Jake przypomina mu wyzwanie Rewolwerowca, ten odzyskuje świadomość i po krótkiej walce zabija Człowieka w Czerni. Roland niszczy maszynę, ratując Wieżę, Jake′a i inne dzieci. Później wracają razem do Świata Pośredniego.

## Obsada
- Idris Elba – Rewolwerowiec, Roland Deschain
- Matthew McConaughey – Człowiek w Czerni
- Tom Taylor – Jake Chambers
- Claudia Kim – Arra Champignon
- Fran Kranz – Pimli
- Abbey Lee – Tirana
- Jackie Earle Haley – Sayre
- Katheryn Winnick – Laurie Chambers
- Dennis Haysbert – Steven Deschain
- Nicholas Hamilton – Lucas Hanson
- José Zúñiga – dr Hotchkiss
- Karl Thaning – Elmer Chambers

## Produkcja
Próby adaptacji serii Mroczna Wieża trwały od 2007 roku, co pewien czas pojawiały się nieoficjalne doniesienia, a także oficjalne zapowiedzi. Projekt został zawieszony, zanim prawa do adaptacji przeszły do innej wytwórni. Próby stworzenia filmu podejmowało już kilka studiów filmowych: Universal Films, Paramount, Columbia-Tristar Entertainment czy Lionsgate Entertainment. Początkowo reżyserem miał być J.J. Abrams (2007-2009), później Ron Howard (2010-2015); ostatecznie reżyserem został Arcel. Film został wyprodukowany przez Sony Pictures Entertainment i Media Rights Capital w reżyserii Nikolaja Arcela z Ronem Howardem w roli producenta. Film został nakręcony w Południowej Afryce w kwietniu 2016 roku. Część scen nagrano również w Nowym Jorku. W październiku 2016 roku film został pokazany publiczności w celu sprawdzenia odbioru. Z powodu wielu negatywnych opinii, wydano 6 milionów dolarów na ponowne nakręcenie scen z Idrisem Elbą, aby poprawić kreację głównego bohatera.

## Odbiór

### Box office
Budżet filmu wyniósł 60 mln USD. W Stanach Zjednoczonych i Kanadzie film zarobił 50,7 mln USD. W innych krajach przychody wyniosły prawie 62,5 mln, a łączny przychód z biletów 113,2 miliona dolarów.

### Krytyka w mediach
Film spotkał się z negatywną reakcją krytyków. W serwisie Rotten Tomatoes 15% z 259 recenzji jest pozytywne, a średnia ocen wyniosła 4,09/10. Na portalu Metacritic średnia ocen z 46 recenzji wyniosła 34 punkty na 100.